# Operațiile Armatei României pentru apărarea Bucureștiului în campania anului 1916
Operațiile Armatei României pentru apărarea Bucureștiului în campania anului 1916, („Bătălia pentru București”,  sau „Operația de apărare de pe Argeș-Neajlov”) au reprezentat ultima bătălie a campaniei românești din anul 1916, desfășurată în decembrie 1916 între forțele Puterilor Centrale, comandate de generalul Erich von Falkenhayn și Armata Română, aflată sub comanda generalului Constantin Prezan. Aceasta din urmă nu a putut opri ofensivei forțelor Puterilor Centrale în Muntenia, pentru a preveni capturarea capitalei țării, astfel că în data de 6/19 decembrie 1916 orașul București a fost ocupat de Armata a 9-a Germană. 
Bătălia, desfășurată între 30 noiembrie/13 decembrie și 3/16 decembrie 1916, a avut un caracter defensiv, la acțiunile militare participând alături de Armata României și un contingent din armata imperială rusă. Forțele implicate în contraofensiva Puterilor Centrale au fost preponderent germane, reprezentate de două grupări armate care atacau concentric, din Oltenia și din sudul Dunării.
Concomitent, între 1/14 decembrie–6/19 decembrie 1916, s-a desfășurat Bătălia de la Argeș, în care forțele germano-bulgare comandate de generalul August von Mackensen au repurtat o mare victorie. Rezultatul celor două bătălii a fost ocuparea Bucureștiului de către Puterile Centrale și retragerea armatelor româno-ruse în Moldova, pe linia Siretului.

## Desfășurarea
Forțele româno-ruse, circa 150.000 de oameni, au fost conduse de generalul Constantin Prezan, în timp ce forțele Puterilor Centrale, circa 250.000 de oameni, s-au aflat sub comanda generalilor August von Mackensen și Erich von Falkenhayn.
Planul de luptă al generalului Prezan a fost unul îndrăzneț, prevăzând un atac puternic la joncțiunea celor două grupări germane, care în cazul unei reușite, ar fi condus la respingerea peste Dunăre a grupării lui Mackensen și întoarcerea flancului grupării conduse de von Falkenhayn. Planul a reușit în faza inițială, forțele româno-ruse reușind să surprindă inamicul. Ulterior însă, în urma unei serii de circumstanțe („trădarea” generalului Culcer, lipsa de implicare a unităților ruse, capturarea de către germani a planurilor de campanie), forțele germano-bulgaro-turce au reușit să restabilească situația și, beneficiind de superioritatea numerică, să forțeze forțele române să se retragă.
Ca urmare, la 6 decembrie 1916 trupele germane au intrat în București și l-au ocupat. Guvernul român, precum și unitățile armatei române, au fost obligate să se retragă în final în Moldova.
Deși Bătălia pentru București a fost pierdută, ea a fost doar o înfrângere tactică, deoarece Puterile Centrale nu și-au atins obiectivul strategic de a scoate România din război.
Datoriră numărului de forțe implicat, a duratei și a lungimii frontului, Bătălia pentru București este considerată a fi cea mai complexă operațiune militară desfășură de Armata Română în anul 1916. Bucureștiul a fost în cele din urmă eliberat după capitularea Puterilor Centrale în anul 1918.

## Desfășurarea bătăliei

### Comandanți
În fața înfrângerilor în serie suferite de Armata României în Oltenia și Muntenia, factorii de decizie politică au hotărât să îl numească pe generalul Constantin Prezan la comanda Armatei 1, având ca obiectiv imediat organizarea apărării Bucureștilor. „Din Înalt Ordin sunteți numit, provizoriu, comandant al Armatei 1. În consecință, binevoiți, vă rog, a vă prezenta mâine 10 noiembrie, la orele 10.30 a.m. la Marele Cartier General. Veți lua din Statul Major al Armatei de Nord pe căpitanul Antonescu Ion.”:p. 153

### Planurile de luptă
În ciuda situației strategice dezastruoase preluate, Prezan, împreună cu șeful nou sositei Misiuni Militare Franceze, generalul Henri Berthelot, au întocmit un plan de operații care prevedea un atac de flanc, prin surprindere, la joncțiunea dintre Grupul de Armate Mackensen și Gruparea Kühne, unde fusese identificat un interval de circa 20 de kilometri neacoperit de forțele germane.
Prezan ordonă un atac concentrat cu șapte divizii împotriva Grupului de Armate Mackensen. Diviziile 18 și 21 au atacat frontal, pentru a fixa forțele germane, în timp ce Diviziile 2/5, 9/19 Infanterie și Divizia 2 Cavalerie au atacat flancul stâng descoperit al Grupului Mackensen. Concomitent două divizii rusești proaspăt sosite, Divizia 8 Cavalerie și 40 Infanterie au atacat flancul stâng.

### Acțiuni de luptă

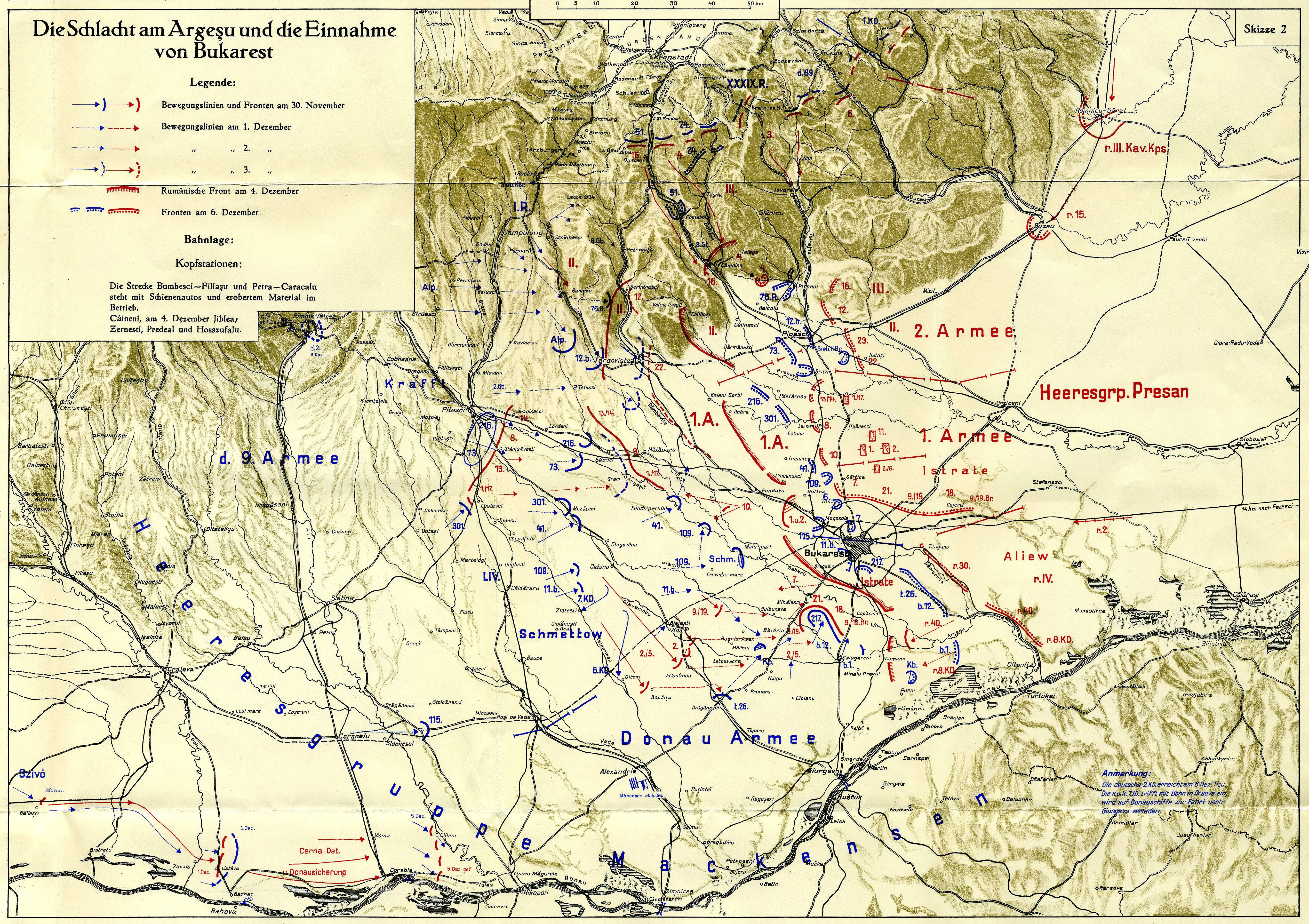
Desfășurarea acțiunilor militare

Bătălia pentru București a început la 30 noiembrie/13 decembrie 1916 și pentru câteva zile ofensiva condusă de generalul Prezan „a reprezentat un pericol amenințător pentru forțele conduse de Mackensen care aproape au reușit să îi întoarcă flancul”.
Generalul Erich Ludendorff (șeful Statului Major General german) considera situația ca fiind foarte serioasă: „Pe 1 decembrie aripa stângă a Armatei Dunării a fost foarte puternic atacată la sud-vest de București și împinsă înapoi. Trupele germane care trecuseră deja Neajlovul au fost izolate. Situația devenise cu siguranță foarte critică”.
Forțele române au capturat câteva mii de prizonieri precum și importante cantități de material de război pe timpul acestei contraofensive și numai intervenția de ultim moment a Diviziei 26 Turce, pe 2 decembrie, a salvat gruparea lui Mackensen de la încercuire, oferindu-le germanilor răgazul de care aveau nevoie pentru a-și reface dispozitivul.
În același timp, 2 ofițeri curieri care duceau ordinele de luptă către divizii au fost luați prizonieri, germanii aflând astfel dispozitivul trupelor româno-ruse, fapt ce i-a permis generalului Erich von Falkenhayn să ordone un atac nimicitor care a întors flancul drept al trupelor române, nevoite să se retragă și să lase deschis drumul spre București.